# 南城市立知念中学校
南城市立知念中学校（なんじょうしりつ ちねんちゅうがっこう）は、沖縄県南城市にある市立中学校。

## 通学区域
知念全域(ただし、知念字久高を除く)